# Q-League 1984-1985
La Qatari League 1984-1985 è stata vinta dall'Al-Arabi Sports Club.

## Classifica
| Pos | Club         | P  | V | N | S | GF | GS | Pts |
| 1   | Al-Arabi     | 12 | 7 | 5 | 0 | 17 | 4  | 19  |
| 2   | Qatar SC     | 12 | 4 | 6 | 2 | 16 | 14 | 14  |
| 3   | Al-Rayyan    | 12 | 5 | 3 | 4 | 18 | 16 | 13  |
| 4   | Al-Ahli Doha | 12 | 4 | 5 | 3 | 14 | 14 | 13  |
| 5   | Al-Sadd      | 12 | 3 | 5 | 4 | 15 | 15 | 11  |
| 6   | Al-Khor      | 12 | 1 | 6 | 5 | 7  | 9  | 8   |
| 7   | Al-Gharafa   | 12 | 1 | 4 | 7 | 8  | 24 | 6   |

Legenda:

      Campione del Qatar e qualificata alla Coppa dei Campioni del Golfo 1986

      Retrocessa in Qatar Second Division 1985-1986

Note:
Due punti a vittoria, uno a pareggio, zero a sconfitta.